# Cottus amblystomopsis
Cottus amblystomopsis är en fiskart som beskrevs av Schmidt, 1904. Cottus amblystomopsis ingår i släktet Cottus och familjen simpor. Inga underarter finns listade i Catalogue of Life.